# Markgrafneusiedl
Markgrafneusiedl là một thị trấn ở huyện Gänserndorf thuộc bang Niederösterreich nước Áo. Đô thị Markgrafneusiedl có diện tích 19,82 km², dân số năm 2001 là 828 người.